# José Smits
José Smits (Zoetermeer, 24 juni 1957) is een Nederlands politicus en journalist. Zij was namens de Partij van de Arbeid lid van de Tweede Kamer. Eerder werkte ze als journalist in dienst van de Volkskrant.
Smits studeerde rechten en Nederlands, maar rondde beide studies niet af. In 1977 trad ze als journalist in dienst van de Sijthoff Pers, later werkte ze bij de GPD en de Volkskrant. Bij de Tweede Kamerverkiezingen 1998 werd ze gekozen in het parlement. In 2002 verdween ze uit het parlement, om bij de Tweede Kamerverkiezingen 2003 haar rentree in de Kamer te maken. Bij de Tweede Kamerverkiezingen 2006 werd ze door haar partij niet op de kandidatenlijst gezet. Op 29 november 2006 nam ze afscheid van de Haagse politiek.
Smits hield zich onder meer bezig met de stelselherziening gezondheidszorg, de AWBZ en met het gehandicaptenbeleid. Zij was van 2004 tot haar afscheid in 2006 voorzitter van de vaste commissie voor Sociale Zaken en Werkgelegenheid.
José Smits is gehuwd met een vrouw en woont met haar partner en drie kinderen in Almere.
- Parlement.com: vg09llk7n0ej